# 豪灣

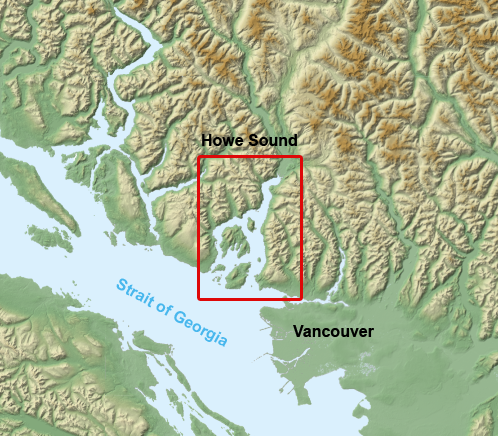
豪灣位於卑詩省西南部的位置

豪灣（英語：Howe Sound）是加拿大卑詩省一個呈三角狀的海灣。豪灣位於溫哥華市的西北方，南端在西溫哥華和陽光海岸之間注入喬治亞海峽，自此向北伸延約42公里至史戈密殊為止。
豪灣沿岸一帶為史戈密殊族和史沙爾族原住民的傳統根據地。西班牙探險隊於1791年航行至海灣南端，並將海灣命名為「Boca del Carmelo」。英國船長喬治·溫哥華於翌年帶領船艦駛進海灣，並以豪伯爵之名將之命名為豪灣。位於史戈密殊以南的不列顛尼亞溪一帶於1888年發現銅礦，而大型採礦活動則於1905年在不列顛尼亞灘展開，到1929年更發展成大英帝國最大的銅礦。銅礦於1974年關閉，但採礦活動所產生的有毒廢料多年來直接排進豪灣，為海灣帶來長遠的環境問題。
卑詩省99號公路（又稱海天公路）沿豪灣東岸連接低陸平原和獅子灣、不列顛尼亞灘和史戈密殊等地，並向北伸延至威士拿。為了迎接2010年冬季奧運會，卑詩省政府進行了海天公路改善計劃，當中部分路段提升至四綫行車。另外，卑詩渡輪公司則提供定期渡輪航綫橫越豪灣，來往西溫馬蹄灣、朗代爾和寶雲島等地。